# Brilliance
Brilliance Auto Group est un constructeur automobile chinois créé en 1993. Brilliance est née de la volonté de Bo Xilai de créer une marque premium dans la région déshéritée du Liaoning.
Brilliance Auto Group possède une participation de 42 % dans Brilliance China Automotive Holdings. Ce dernier possède une coentreprise avec le groupe allemand BMW et fabrique pour le marché chinois des BMW Série 3 et des Série 5 rallongées ainsi que le X1. L'entreprise possède aussi une marque de minibus et de minivans appelée Jinbei qui porte son propre logo tout comme Huasong depuis novembre 2014 et elle produit aussi sa propre gamme de modèles.

## Gamme de modèles

### Modèles de série
- Brilliance H220, berline 5 portes
- Brilliance H230, berline 4 portes
- Brilliance H320, berline 5 portes
- Brilliance H330, berline 4 portes
- Brilliance H530, berline 4 portes, restylée en 2014.
- Brilliance H3, berline 4 portes
- Brilliance V3, crossover urbain 5 places, lancé en 2015.
- Brilliance V5, crossover compact 5 places, restylé en 2014.
- Brilliance V6, crossover compact 5 places lancé en 2017.
- Brilliance V7, crossover familial 7 places lancé en 2018.

### Anciens modèles
- Brilliance Dolphin, berline 5 portes
- Brilliance Junjie FRV, vendue aussi sous le nom de Brilliance BS2 est une berline dotée d'un moteur 1.6 (106 ch) de 4,21 m sur 1,76 m[2].
- Brilliance Junjie FSV
- Brilliance Junjie, ou Brilliance BS4 berline 1.8 et 1.8 turbo
- Zhonghua : dessinée par Italdesign, la Zhonghua (Chine en chinois) a été lancée en août 2002. Elle reçoit deux moteurs essence, un 2.0 129 ch et un 2.4 136 ch avec boîte manuelle ou automatique. Elle préfigure la BS6.
- Brilliance BS6 : prête pour l'export vers le marché européen malgré les résultats d'essais plus que médiocres (1 étoile aux tests Euro NCAP)[3].
- Brilliance BC3, coupé.

### Concept-car
- Brilliance EV,

## Export
- 2009 Arrivée officielle en Algérie via Saida[4].
- 2011 Arrivée officielle au Brésil et au Chili.

## Coentreprises
- BMW Brilliance
- Toyota coentreprise